# 书 (图论)

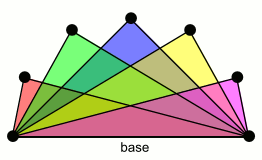
一个三角形书

在图论中，书图（book graph，常写作{\displaystyle B_{p}} ）是由多个环经过同一条边而形成的图。

## 种类
由{\displaystyle p}个共享一条边（称为书的“脊”或“基”）的四边形组成的书称为四边形书。也就是说，它是一个星图和一条单边的笛卡尔积。这种类型的7页书图提供了一个没有协调标号的图的例子。
由{\displaystyle p}个共享一条边的三角形组成的书称为三角形书，其可用完全三部图K1,1,p表示。 这种类型的书属于分割图。这种图也称为 {\displaystyle K_{e}(2,p)}。 三角形书是线完美图的一个关键构建模块。
术语"书图"曾用于其他用途。 Barioli曾将该词用于表示由具有两个共同顶点的多个子图组成的图。（但他没有用到{\displaystyle B_{p}}这个代号）

## 书的最大图
给出一个图{\displaystyle G}，能包含{\displaystyle G}的最大书图可记作{\displaystyle bk(G)}。

## 书的定理
可定义满足拉姆齐数的两个三角形书为{\displaystyle r(B_{p},\ B_{q})}。当{\displaystyle r}取最小值时，任意一个有{\displaystyle r}个顶点的图中，该图不是本身包含子图{\displaystyle B_{p}}就是它的补图包含子图{\displaystyle B_{q}}。
- 如果 {\displaystyle 1\leq p\leq q}，那么{\displaystyle r(B_{p},\ B_{q})=2q+3}。[7]
- 当{\displaystyle q\geq cp}时，存在一个常数{\displaystyle c=o(1)}使得{\displaystyle r(B_{p},\ B_{q})=2q+3}。
- 如果 {\displaystyle p\leq q/6+o(q)}并且{\displaystyle q}数值较大，拉姆齐数的值为{\displaystyle 2q+3}。
- 将{\displaystyle C}取为常数，并且取{\displaystyle k=Cn}。那么每一个有{\displaystyle n}个顶点和{\displaystyle m}条边的图都包含(三角形){\displaystyle B_{k}}。[8]